# Archibald Boyd-Carpenter
Le major Sir Archibald Boyd Boyd-Carpenter (26 mars 1873 - 27 mai 1937) est un homme politique du Parti conservateur britannique.

## Biographie
Il est le quatrième fils de William Boyd-Carpenter (en), évêque de Ripon et chanoine de Westminster, et fait ses études à la Harrow School et au Balliol College d'Oxford, où il est secrétaire et président de l'Oxford Union Society . Après l'université, il travaille pendant trois ans dans la rédaction du Yorkshire Post.
Avec le début de la seconde guerre des Boers à la fin de 1899, Boyd-Carpenter se porte volontaire pour le service actif et entre dans l'Imperial Yeomanry, servant dans l'infanterie légère des Highlands . Il est promu capitaine le 17 avril 1901 et est de 1901 à 1902 capitaine d'état-major du major-général Lord Chesham et du brigadier-général Herbert Belfield alors inspecteur général de l'Imperial Yeomanry. Pour son service dans la guerre, il est mentionné dans des dépêches et reçoit la médaille de la reine (avec 3 fermoirs) et la médaille du roi (avec 2 fermoirs). Après la fin de la guerre en juin 1902, il rentre chez lui et quitte l'armée en octobre 1902. Il sert également pendant la Première Guerre mondiale.
Il est maire de Harrogate, 1909–1910 et 1910–1911; Conseiller municipal de l'arrondissement et représentant Harrogate au conseil du comté de West Riding of Yorkshire, 1910-1919. Il est élu député conservateur pour Bradford North de 1918 à 1923, pour Coventry de 1924 à 1929 et pour Chertsey en 1931.
Boyd-Carpenter est secrétaire parlementaire du ministère du Travail de novembre 1922 à mars 1923, Secrétaire financier du Trésor de mars à mai 1923, secrétaire parlementaire et financier de l'amirauté et payeur général de mai 1923 à janvier 1924. Il est fait chevalier en 1926 .
Boyd-Carpenter épouse Annie Dugdale en 1907 et ils ont un fils et une fille, il est mort le 27 mai 1937 à Harrogate, âgé de 64 ans . Son fils, John, est également député conservateur et ministre.